# カール・シュミッツ＝プライス
カール・シュミッツ＝プライス（Carl Schmitz-Pleis、本名: Karl Schmitz 、1877年9月21日 - 1943年）はドイツの画家である。主にデュッセルドルフで活動した。

## 略歴
デュッセルドルフを州都とするノルトライン＝ヴェストファーレン州のスーヒターシャイト(現在のヘンネフの一部)で生まれた。デュッセルドルフ美術アカデミーで、ヨハン・ペーター・テオドール・ヤンセンやエドゥアルト・フォン・ゲープハルト、クラウス・マイヤーに学んだ。本名のカール・シュミッツに、地名に因んだプライスをつけて、画家としての名前にした。ノルトライン＝ヴェストファーレン州のオーベルプライス(Oberpleis)はシュミッツの兄の家族の家があり、しばしば滞在した場所だった。
1907年末から1908年の時期に、仲間の画家とニーダーラインの画家グループを結成した。メンバーにはコールシャイン(Josef Kohlschein)やクルーヘン (Julius Kruchen) 、リッツェンホーフェン(Hubert Ritzenhofen) 、ヴァルター・オフェイ(Walter Ophey)、プリュッケバウム(Carl Plückebaum)らがいた。1910年の夏にはオフェイ、プリュッケバウムとともに3か月イタリアに滞在し、明るい陽光のもとでの風景を描いた 。1913年から1928年の間、デュッセルドルフの美術家協会、「Malkasten」の会員であり、デュッセルドルフなどの展覧会に多くの作品を出展した。

風景画、静物画、人物画を描いた。

## 作品

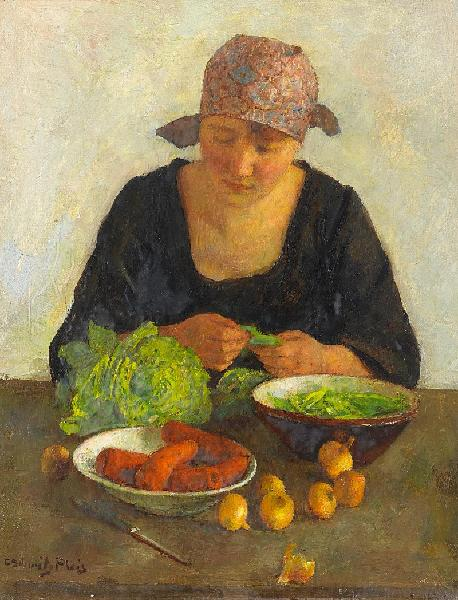
Beim Gemüseputzen (c.1910)
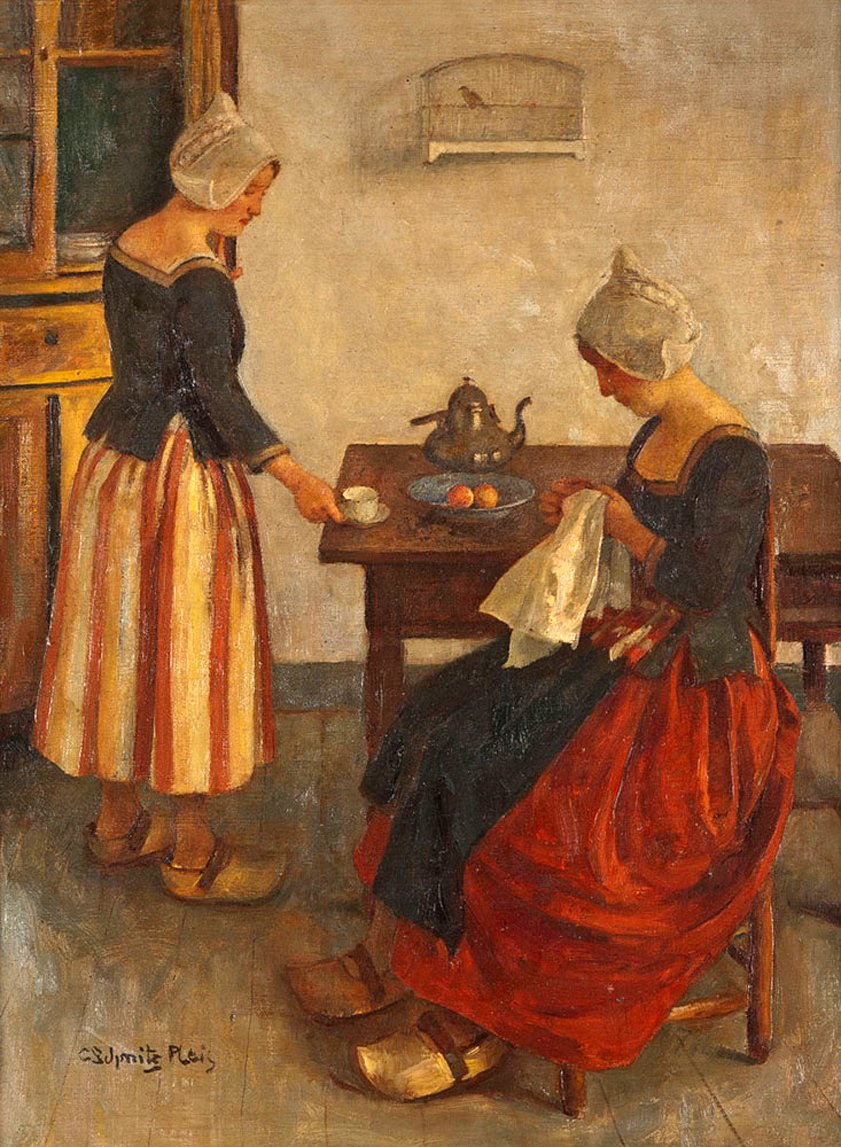
風俗画
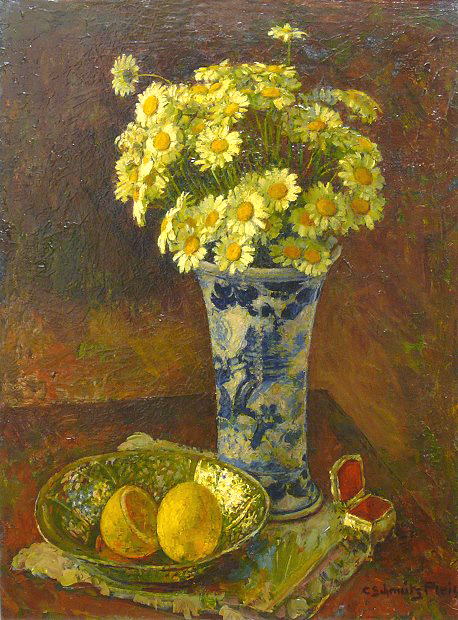
静物画
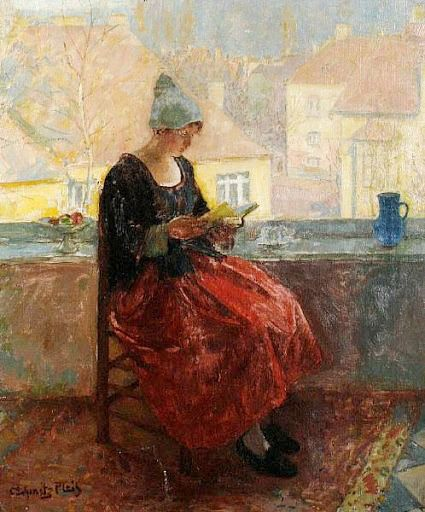
バルコニーで読書する少女
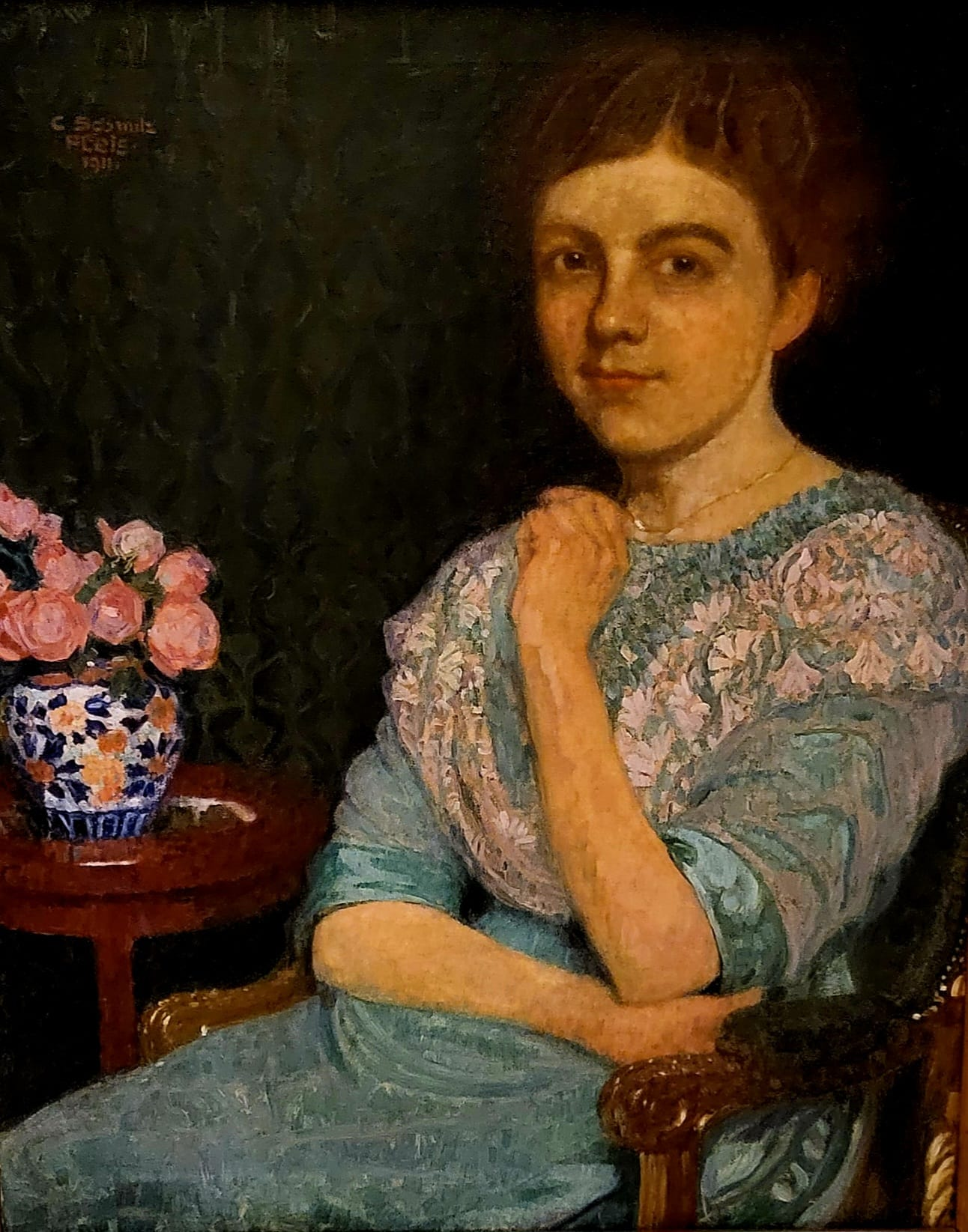
Lady in Aquamarine, 1911. Private collection Germany.

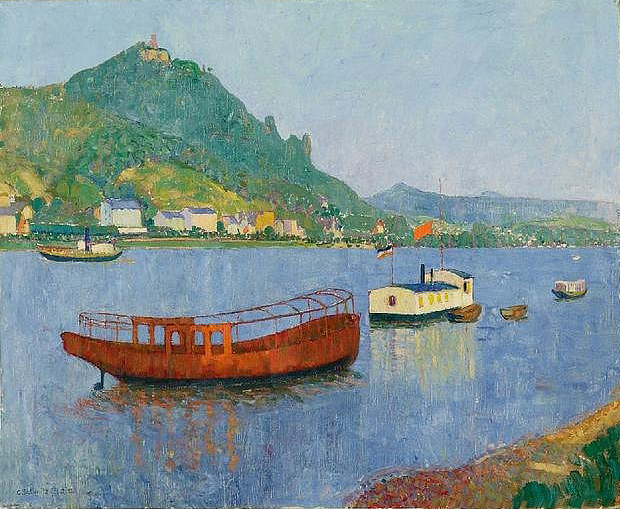
ドラッヘンフェルス
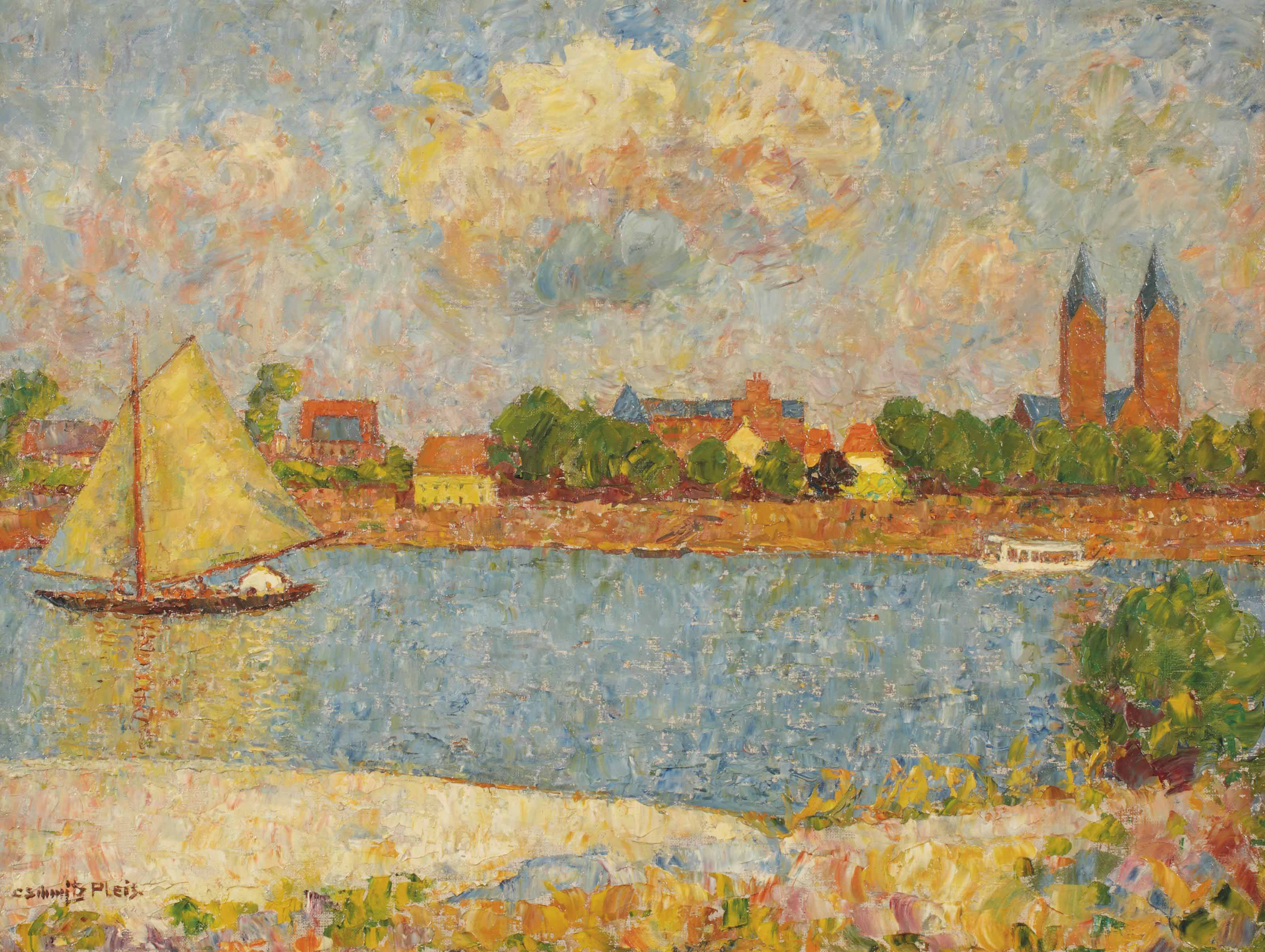
川のボート
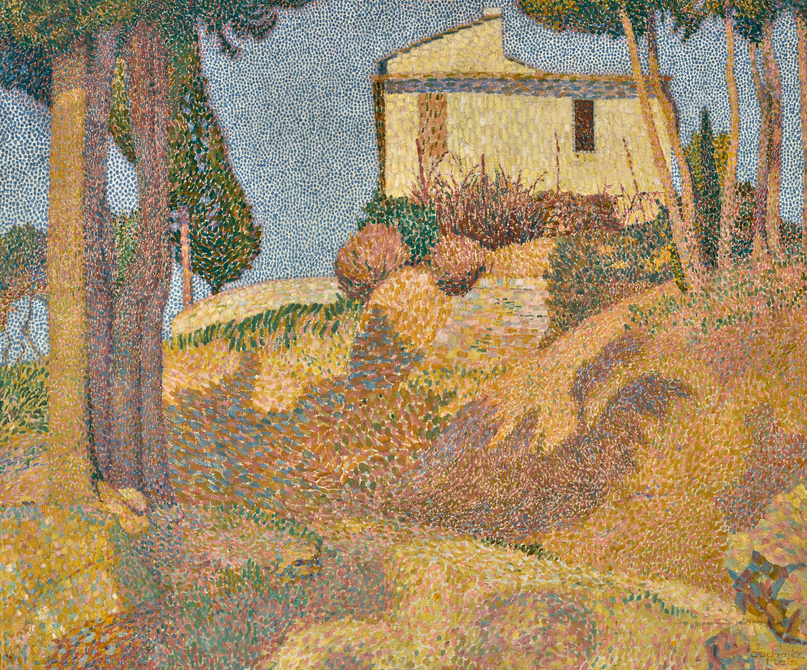
イタリアの風景